# Christian Érard
 (mars 2025).
Motif : Une biographie publiée par son employeur suffit-elle à démontrer une notoriété ?
- Archive Wikiwix
- Bing
- Cairn
- DuckDuckGo
- E. Universalis
- Gallica
- Google
- G. Books
- G. News
- G. Scholar
- Persée
- Qwant
- (zh) Baidu
- (ru) Yandex
- (wd) trouver des œuvres sur Wikidata

| 1. | Préciser le motif de la pose du bandeau. | Précisez le motif de la pose du bandeau en utilisant la syntaxe suivante : {{admissibilité à vérifier\|date=juin 2025\|motif=remplacez ce texte par le motif}}                       |
| 2. | Informer les utilisateurs concernés.     | Pensez à avertir le créateur de l'article, par exemple, en insérant le code ci-dessous sur sa page de discussion : {{subst:avertissement admissibilité à vérifier\|Christian Érard}} |

Christian Érard, né le 25 mai 1939 à Hennezel et mort le 16 novembre 2023 à Lens, est un écologiste et ornithologue français.

## Carrière
Christian Érard naît le 25 mai 1939 à Hennezel.
Il se consacre très tôt à l'observation des oiseaux dans les forêts de sa région natale, les Vosges. De 1956 à 1960, il complète sa formation à l’École normale supérieure de Châlons-sur-Marne et collabore pendant cette période au Centre de recherche sur les migrations des mammifères et des oiseaux (CRMMO) du Muséum national d’histoire naturelle. En 1961, il devient professeur, obtient le Certificat d’études supérieures de sciences portant sur la physique, la chimie et l’histoire naturelle (S.P.C.N.) à l’université de Reims et effectue son service militaire de 1961 à 1963. Il obtient les certificats de botanique générale, de biologie végétale et de microbiologie, ainsi que de biologie à Paris en 1963. La même année il est nommé professeur dans les écoles secondaires générales. En 1964, il devient assistant à la chaire de zoologie (mammifères et oiseaux) du Muséum national d’histoire naturelle, rattachée au CRMMO.
À partir de 1966, il entame une longue série de voyages à l'étranger, qui le mènent dans de nombreux pays d'Afrique, du Moyen-Orient, en Guyane, aux États-Unis et au Canada. En 1975, il est nommé chef adjoint du Département de zoologie (mammifères et oiseaux).  
En 1986, il épouse Isabelle Cerceau, Docteur en Histoire. La même année, il publie, avec André Brosset "Les oiseaux des régions forestières du nord-est du Gabon." 
En 1989, il obtient son doctorat en sciences naturelles de l’université de Rennes 1 avec une thèse intitulée Socio-écologie des Muscicapinae des régions forestières du nord-est du Gabon,. 
En 1990, il est nommé Professeur, par nomination au Journal Officiel, titulaire de la Chaire de Zoologie Mammifères et Oiseaux au Muséum National d'Histoire Naturelle de Paris. En 1998, il intègre l'unité Fonctionnement, Évolution et Systèmes de Régulation des Écosystèmes Forestiers Tropicaux rattachée au CNRS. La même année, il devient directeur du Laboratoire général d’écologie du Muséum national d’histoire naturelle.
Christian Erard est également, de 1992 à 2018, rédacteur en chef de la revue Terre et Vie, éditée par la SNPN. Il continue également de publier de nombreux articles. De 2019 à 2023, il fait partie du comité de rédaction de la revue scientifique Alauda
Il a décrit l'espèce Calao occidental (Tockus kempi) et les sous-espèces suivantes : 
- Glaucidium castaneum etchecopari (la Chevêchette châtaine) de la Chevêchette du Cap
- Mirafra gilletti degodiensis de l'Alouette de Gillett
- Mirafra gilletti arorihensis
- Apalis flavida abyssinica de l'Apalis à gorge jaune
- Curruca lugens griseiventris de la Parisome brune

Il termine sa carrière avec le grade de Professeur Émérite.
Il meurt le 16 novembre 2023 à Lens.
La revue scientifique Alauda, éditée par la SEOF, lui accorde, à titre posthume, le titre de Président d'Honneur.